# کویچی کاوای
کویچی کاوای (انگلیسی: Koichi Kawai؛ زادهٔ ۲۹ مارس ۱۹۷۹) بازیکن فوتبال اهل ژاپن است.